# ポチ (バンド)
ポチとは、なかむらゆめみると森谷優里の2人からなる日本のバンドである。
前身バンドを経て2018年6月に結成。
それぞれがソングライター・アレンジャーとしての一面も持ち、楽曲提供やプロデュースまで手がける。
2018年10月16日にはEggs PRESENTS LIVE BOOSTERにて初ライブを行う。
2020年 本格的に始動し、楽曲リリースやカバー曲の投稿も行っている。

## メンバー
- なかむらゆめみる(作詞・作曲・うた)
- 森谷優里(編曲・機械・鍵盤)

## 略歴
- 2018年
  - 10月16日 Eggs PRESENTS LIVE BOOSTERにて初ライブを行う。
- 2020年
  - 3月20日 1stシングル「リタ山に咲く花」配信リリース。
  - 3月23日より【週間ポチの気持ち】スタート。週に一度、森谷となかむらのルーツに因んだ曲でしりとりをしながらカバー音源をアップするという企画。
  - 3月26日 【週間ポチの気持ち】1曲目となる「波乗りジョニー/桑田佳祐」を投稿。
  - 4月5日【週間ポチの気持ち】「虹/AquaTimez」を投稿。
  - 4月11日【週間ポチの気持ち】「人生のメリーゴーランド/久石譲」を投稿。
  - 4月19日【週間ポチの気持ち】「ドラえもんのうた」を投稿。
  - 4月26日【週間ポチの気持ち】「タバコ/コレサワ」を投稿。
  - 5月3日【週間ポチの気持ち】「言葉にできない/小田和正」を投稿。
  - 5月11日【週間ポチの気持ち】「innocent world／Mr.Children」を投稿。今回で週に一度の投稿を終了し、今後は不定期でカバーを行うとのこと。
  - 5月16日 2ndシングル「得体の知れない怪獣(Ver.1.O.1)」配信リリース。
  - 6月17日 3rdシングル「シラカバ紀伝」配信リリース。
  - 8月1日 EP「OKOSAMA」配信リリース。

- 2021年
  - 5月26日リリースErii 4th Single「レースと日向とマキアート」作詞をなかむらゆめみる、作編曲を森谷優里が行う。
- 2023年
  - 8月22日 約3年ぶりとなる新曲「ベビーカーでジャーニー」配信リリース。

## ディスコグラフィ

### シングル
| # | 配信日        | タイトル                      | 収録曲                                         |
| - | ------------- | ----------------------------- | ---------------------------------------------- |
| 1 | 2020年3月20日 | リタ山に咲く花                | 1. リタ山に咲く花                              |
| 2 | 2020年5月16日 | 得体の知れない怪獣(Ver.1.O.1) | 1. 得体の知れない怪獣(Ver.1.O.1)               |
| 3 | 2020年6月17日 | シラカバ紀伝                  | 1. シラカバ紀伝 2. シラカバ紀伝 (Instrumental) |
| 4 | 2023年8月22日 | ベビーカーでジャーニー        | 1. ベビーカーでジャーニー                      |

### EP
|  | 配信日       | タイトル | 収録曲 |
|  | ------------ | -------- | --- |
|  | 2020年8月1日 | OKOSAMA  | 1. ピンクデザート旅行記 2. 猿と然 3. リタ山に咲く花 4. 得体の知れない怪獣(Ver.1.O.1) 5. 鉄道アドベンチャー 6. 初恋真骨頂 |